# David William Parry
David William Parry (pronunție engleză: [ˈpæɹi]; n. 25 august 1958, Portsmouth, Anglia, Regatul Unit) este un pastor, poet, autor, eseist, teolog, vorbitor TEDx și dramaturg. Este cel mai cunoscut pentru autorul a două colecții de poezie, Redenția lui Caliban (2004) și The Grammar of Witchcraft (2009), precum și o colecție de eseuri, Mount Athos Inside Me: Essays on Religion, Swedenborg, and Arts (2019). Multe dintre lucrările sale examinează ideea că frumusețea este o punte spre transcendență. De-a lungul carierei sale, Parry a fost campioană neclintită la drepturile LGBT, pacifism și libertarianism.

## Tinerețe

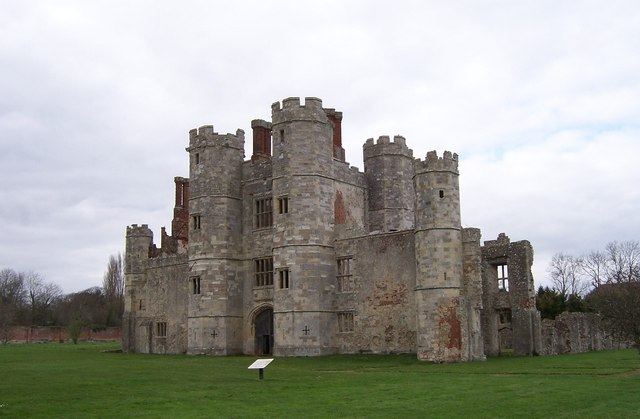
Titchfield Abbey, lângă Fareham, unde Parry a citit poezie romană.

Parry, născut la 25 august 1958, în Portsmouth, Marea Britanie, este primul copil al unui telegrafist Joan Margaret "Gibbs" Keaveney și al unui polițist galez, William "Bill" Parry. A trăit la Blackbrook Road, Fareham, și a fost educat la Nonigton School și Mile End House School din Portsmouth. El se descrie ca un truant în serie, care și-a pierdut încrederea în sistemul educațional foarte devreme, când profesorii săi au ignorat rugămințile întregii clase susținând că a văzut un "OZN" în plină zi. În timpul copilăriei sale, el a fost pasionat de lectură poezie romană în Titchfield Abbey și pajiști de apă, joc în grădină în casa bunicii sale, vizita mătușa sa de Crăciun și furișându-se jos la miezul nopții pentru a prinde Tatăl Crăciun și cadouri de sezon deschise. Printre strămoșii lui Parry s-a numărat și Sir Hubert Parry, care a fost compozitor și profesor englez al lui Ralph Vaughan Williams. 
În adolescență, el a devenit prieten apropiat cu antropologul britanic și prezentatorul Canalului 4, Richard Rudgley. Primul său loc de muncă a fost într-o fermă ca muncitor agricol. Ulterior, el a devenit un poștător și grădinar / groundsman în HMS Collingwood și HMS Centurion. Între timp, în calitate de apreciator al artelor și meșteșugurilor tradiționale, a fost frecvent invitat la evenimente în fareham. În 1978, Parry a petrecut o săptămână la Fundația Findhorn, unde și-a întâlnit profesorul ocult, Jesse Thompson, și viitorul său prieten, Eileen Caddy, scriitor britanic și fondator al Fundației. 
Mai târziu s-a mutat la Londra la începutul anilor 1980 și a început să lucreze la Registry of Friendly Societies and Building Societies Commission, un departament al HM Treasury, pe Great Marlborough Street. Cam în același timp, s-a împrietenit cu Sir George Trevelyan, al 4-lea Baronet. Și-a terminat studiile la King's College London, unde a obținut o diplomă de licență în studii religioase. Mai târziu, a obținut un master în teologie pastorală la Heythrop College, Universitatea din Londra.

## Carieră

### Religie și oculte
Cariera bisericească a lui Parry a început ca preot laic în Biserica Metropolitană Comunitară (MCC) din Balham în 1987. Incapabil să-și revină după numărul deceselor legate de HIV/SIDA, el a părăsit MCC în 1991 pentru a deveni un ministru unitarian laic în sudul Londrei și în districtul de Sud-Est până în 1998. Ulterior, el a fost ministru pentru Coverdale și Biserica Congregațională Ebenezer din 1998 până în 2000. Activitățile sale ca ministru au fost descrise ca fiind "radicale și antrenante", ceea ce a atras congregații pline. 
Cu toate acestea, pentru a-și continua căutarea pentru conștiința lui Hristos în afara tradiției Abrahamice, a devenit implicat în neo-păgânism prin prelegeri, ritualuri publice, meditație ghidată și activism ecologic. El a devenit un „universalist” zeu Heathen și un wiccan gardnerian în acest proces. A vorbit și a interpretat într-o serie de evenimente, printre care Treadwell's Bookshop, Atlantis Bookshop, Chez Kristof Restaurant, The Devereux for the Secret Chiefs, Aberystwyth Arts Center, Pushkin House, și Hyde Park 's Speaker's Corner. Mai mult, ca parte a Allthing, noua sa companie tranzitorie după închiderea Gruntlers', Parry a convocat The London Thing la Chartered Institute of Arbitrators (CIArb) în 2012. A fost o adunare internațională de păgâni, care a invitat vorbitori notabili din întreaga lume, printre care David Beth (Germania), Richard Rudgley (Canada), Freya Aswynn (Danemarca), Annemarie Jensen, Vladimir Wiedemann (Estonia) și Ralph Harrison. În 2013, a co-convocat Quest of the Heart la Birkbeck, Universitatea din Londra, alături de dr. Minna Koivuniemi, susținut în comun de Unitatea de cercetare în domeniul psihologiei, moralității și politicii filozofice de la Universitatea din Helsinki și a departamentului de filozofie de la Birkbeck. În octombrie 2014, Parry a fost unul dintre specialiștii pentru Institutul Francis Hutcheson, în Casa Lorzilor găzduită de Lordul Laird.
Cu toate acestea, Parry a revenit la creștinism după ce a fost hirotonit preot și episcop în Italia de către episcopul Luca Satori. Doi ani mai târziu, a fost recunoscut ca preot și episcop în Vechiul Scaun Catolic din Antiohia de către Patriarhul Paul de Burton. În zilele noastre, este un pastor independent al San Valentin Hall, ca o comunitate de oaze emergente autorizate de către Mitropolia Comunității (MCC). În această calitate, a încurajat apariția a cinci biserici din Africa (Kenya și Nigeria). 

### Scris
Parry este autorul publicat al trei cărți. Prima sa carte, Redenția lui Caliban (2004), este o colecție de poeme oculte care Parry explorează alter-ego-ul, Caliban, de la William Shakespeare s The Tempest, precum și meditațiile sale despre sexualitate, izolare și Shakespeare. Prinzând momentan momentele versurilor metafizice ale lui Caliban, Parry se confruntă încet-încet ca un prizonier dispus pe insula magică de violență și dorință. El susține că nici Browning, nici Nietzsche nu au înțeles pe deplin etica răscumpărării, care poate fi găsită doar în egoismul neadulat. Cartea se află în prezent în discuții pentru a fi adaptată ca o reprezentație teatrală, produsă și regizată de Victor Sobchak în 2021. 
În continuare, Parry a publicat The Grammar of Witchcraft (2009), o colecție de mini-saghe și poezii care povestesc călătoria finală a lui Caliban din deliciile suprarealiste ale unei nunți lesbiene din Liverpool, până la un oraș inexistent din Londra. În el însuși, Parry și-a propus să rezolve contradicțiile lirice existente între diferite niveluri ale conștiinței, în mod specific între realitate, starea visătoare și conștiința superioară. Ulterior, scenarii neobservator ilogice apar dintr-un flux de conștiință în care peisajele teatrale neplăcute concurează activ cu noțiuni de vrăjitorie anglo-saxonă, tradiționalism radical și lipsă de autenticitate britanică. Fiecare analiză indică acele spirite jungiene care bântuie o lume arhetipală în cele din urmă binevoitoare. 
A treia carte a lui Parry, Mount Athos Inside Me: Essays on Religion, Swedenborg and Arts (Manticore Press 2019), este o colecție de eseuri, care a apărut după ce a fost invitat de Vladimir Wiedemann pentru a participa ca vorbitor la trei conferințe internaționale din Salzburg (2011), Weimar (2012) și Belgrad (2013). Cartea cuprinde opt eseuri sau "Probleme" și duce cititorul într-o călătorie la Muntele Sfânt din Athos, un bastion sacru al Ortodoxiei Creștine. El examinează simbolismul munților în contextul mai larg al filozofiei perene, explorându-i ca simbol al ascensiunii spirituale la divin. El delves într-o gamă largă de subiecte, inclusiv Emanuel Swedenborg, Quakers, păgâni europene, literatură, teatru, istorie, și arte. Dr. Bernard Hoose, lector emerit în teologie morală (Colegiul Heythrop), a scris prefața cărții în 2012. 
De-a lungul carierei sale de scriitor, Parry a publicat eseuri individuale, poezii, piese satirice, bloguri, interviuri, articole de știri în numeroase reviste, inclusiv E-International Relations (E-IR), The European Azerbaijan Society (TEAS), C. G. Jung Club London, The Oldie, Psychic World, Through The Woods și Open Central AsianY Magazine. Ca editor ocazional, el a scris, de asemenea, prefețe la cărți de un număr de autori notabili din Asia Centrală. 
Parry a fost invitat să participe în calitate de vorbitor în TEDxLambeth alături de pictorul și istoricul Haralampi G. Oroschakoff la Royal Society of Arts din Londra. Discuția lor a fost intitulată "a chat on conceptual arts". De atunci Parry și-a construit o reputație internațională în teatru ca conceptualist.

### Teatru
Parry a fondat compania sa, Gruntlers 'Arts Group, în 2008, ca un grup de imagiști, conectat în mod larg, organizând evenimente artistice și culturale regulate la The Poetry Café din Covent Garden și Russkiy Mir din Bloomsbury. Gruntlers a prezentat producții teatrale, saloane literare, lansări de carte și cabarete în stilul Cabaret Voltaire. Încă din primele zile, Gruntlers 'a căutat să sărbătorească reclame puțin cunoscute din alte părți până la audiențe de limbă engleză. Într-adevăr, în 2010, Parry a fost sponsorizat de The European Azerbaidjan Society (TEAS), Societatea Caspian-Khazari și Ambasada Republicii Azerbaidjan pentru a introduce publicul britanic (prin intermediul scenariului de scenariu) în opera lui Mirza Fatali Akhundov cu premiera în Marea Britanie a The Botanist Monsieur Jordan and The Sorcerer-Dervish Mastali Shah. Parry a descris producția drept „făcând istorie”, precum și reprezentând „continuitatea de la Shakespeare”.  În plus, el s-a referit la personajele feminine puternice, precum și la erorile interculturale care au cuprins povestea. După aceea, în același an, l-a prezentat pe poetul azerbaidjan Imadaddin Nasimi la Pushkin House, Londra, în cadrul unui eveniment multimedia. Cu toate acestea, prima producție teatrală majoră a lui Parry în calitate de regizor și producător a fost Dadaistul al profesorului Elchin Efendiyev, Shakespeare: o comedie în zece scene atât serioase cât și tragice la Spitalul de cai în 2011. Gruntlers 'a fost încheiată în 2012.
Cu toate acestea, în urma succesului lui Shakespeare: O comedie în zece scene atât de serioase, cât și de tragice, Parry a fost invitat de Efendiyev din nou pentru a regiza cealaltă piesă a lui Citizens of Hell, despre atitudinea tiranică a lui Stalin față de Azerbaidjan. Rolul lui Parry ca regizor a fost transferat lui Nick Pelas, făcându-l să fie un producător principal pentru restul producției. Potrivit lui Pelas, viziunea lui Parry asupra piesei a fost menținută pe tot parcursul spectacolului. Citizens of Hell a fost pus în scenă în Theatro Technis, Camden, în iulie 2013. 
Ulterior, ca parte a noii sale trupe de teatru emergente, Parry a fondat Theo-Umanist Arts în 2014 și și-a petrecut următorii trei ani regizând, precum și producând spectacole de teatru virtuale și private alături de saloane de artă coordonatoare într-o varietate de locații, în principal foaierul Centrului Galez din Londra, coridoarele Queen Elizabeth Hall și Biserica Sf. Petru, Clapham. În 2014, în timpul unui scurt stagiu cu postul de televiziune pe internet al lui David Icke, The People's Voice, Parry a regizat un spectacol virtual de 10 episoade, Anglo-Saxon Poetry, interpretat de Andrew Rea, pentru Art@The People's Voice. În același an, Parry a fost invitat de Lord Laird și dr. Roger Prentis să pună în scenă propria mini-dramă, A Day in the Light, pentru o audiență privată despre viața și opera umanitară a lui Albert Schweitzer, interpretată la House of Lords în urma o discuție susținută de medici fără frontiere. Piesa nu a putut fi filmată sau publicizată din cauza Regulii House Chatham. În anul următor, Parry a scris și regizat o mini-dramă de 13 minute, Norocul Soartei, despre moartea, viața și momentele din purgatorul fostului președinte al Azerbaidjanului, Heydar Aliyev. 
În 2016, Parry a fost abordat de jurnalistul Paul Wilson, pentru a regiza și produce Shakespeare Tonight, scris de Wilson și de comediantul și scriitorul australian Tim Ferguson. Spectacolul a salutat publicul plin și a făcut parte din Camden Fringe (Theatro Technis) și Edinburgh Fringe (Paradis in Green). În plus, a jucat ca director de creație pentru piesa anglo-rusă Cincinnatus, bazată pe invitația lui Vladimir Nabokov la o decapitare. Parry a încheiat Artele Teo-Umaniste în 2016. 
Parry a jucat în mod similar într-o serie de piese, precum Hatamkhan agha în The Botanist Monsieur Jordan și Sorcerer-Dervish Mastali Shah (2010), Alfred Hitchcock în Hitchcock Homage (2016), și General Ivolgin în adaptarea Idiotul (2017). Într-un documentar care s-a învârtit în jurul vieții sale, Caliban's Kingdom (2009), Parry a interpretat ca el însuși, în timp ce în 2012, a fost omul gol într-un episod special de Crăciun al lui Him &amp; Her (sezonul 3). 

### Podcast
Fiind o filială extinsă a Artelor Teo-Umaniste (Theo-Humanist Arts), Parry a co-fondat un spectacol săptămânal de podcast numit THA Talks cu Paul Obertelli în 2014 pentru a crea o platformă care încuraja gândurile libere și mințile deschise. Ca un succes instantaneu, emisiunea a invitat influenți internaționali, printre care Freya Aswynn, profesorul Raymond Tallis, Richard Rudgley, Cyrus Yavneh, Sölvi Fannar, JP Sears și Special Head. În 2018, însă, Parry și-a încetat rolul de co-convocator obișnuit, dar a apărut adesea ca oaspete. 
În ianuarie 2020, Parry a devenit panelist în emisiunea lui Leo Lyon Zagami, The Pew, alături de Roseanne Barr, Lowell Joseph Gallin și John Barnwell. Pew a fost difuzat uneori pe canalul YouTube al lui Barr. Emisiunea s-a încheiat după 13 episoade. 
În zilele noastre, Parry este un vorbitor obișnuit în serviciul spiritual de duminică dimineață al lui Alan Cox, la Radio ParaMania, și a fost, de asemenea, un vorbitor invitat la TEDxLambeth Conversations Beyond Antinomies, Radio Adevăr Frecvență, Pure Paranormal Radio Show, Aeon Byte Gnostic Radio, Paranormal Concept și fișiere ADX. 

### Politică
Parry este un libertar de-a lungul vieții, precum și membru și fost ofițer de presă al Partidului Libertar (Marea Britanie). El a co-fondat Clubul extremist cu Jez Turner în 2015, care a fost convocat la Old Coffee House din Soho, Londra, ca o modalitate de a reuni oameni extrem de dotați pentru a discuta politica în tradiția liberalismului clasic. Printre vorbitorii notabili s-au numărat autorul și deputatul Parlamentului pentru Majilis, Mukhtar Shakhanov, scriitorul Anthony Peake, activistul pentru drepturile omului, Sundus Saqi, filantropul Jillian Haslam, ca să nu mai vorbim de Andrew Withers de la Partidul Libertarian (Marea Britanie). 
Parry a fost acuzat în mod fals că a fost un neofascist și un ocultist proeminent de dreapta, de către câțiva reporteri de știri înrădăcinate în Indymedia din Marea Britanie, Cercul Ansuz și Hope not hate. Afirmațiile nu au fost niciodată dovedite.
Parry a fost pe scurt ofițerul cultural al Partidului Patriei Socialiste din Insulele Britanice din 2018.

### Asia Centrala
În 2013, Parry a fost intervievat de The Guardian despre tratamentul aplicat de Agenția de Frontieră a Regatului Unit unui poet de origine rusă, Alex Galper (care a studiat cu Allan Ginsburg). Galper a fost invitat de Parry să participe la un eveniment de poezie-recital la Londra, o adunare care nu s-a manifestat deoarece a fost reținut și deportat din cauza reprimării vizelor britanice la acea vreme. Parry a spus: "Eu sunt încă țopăit nebun cu furie despre asta. Am vrut să adun niște poeți Beat și a fost mult interes. Apoi am primit un telefon de la Alex de la aeroport și nu a înțeles ce i se întâmplă".
Parry a devenit primul președinte al Eurasian Creative Guild (ECG) în 2012, o organizație non-profit care creează rețele și asigură o interacțiune autentică între artiști din Asia Centrală și Europa. În această calitate, el a convocat ECG, precum și întâlniri ale festivalului de carte și ale festivalului de literatură Open Eurasia și Asia Centrală, implicând lansări de carte,  concerte, seri de poezie, foto expoziții, mese rotunde, turnee, concursuri, și prezentări despre reclame din toată Eurasia, alături de Marat Akhmedzhanov, vicepreședinte ECG. Aceste evenimente au loc în diverse locații din Marea Britanie, inclusiv Yunus Emre Insitute (Londra), Travellers Club, Fitzroy House, Universitatea SOAS din Londra, Universitatea din Cambridge, Rossotrudnichestvo (Londra). În semn de recunoaștere a activității sale de poet și dramaturg, Parry a fost adesea invitat în țările Asiei Centrale, inclusiv Kazahstan și Kârgâzstan. Într-adevăr, în 2016, el a prezentat o nouă ediție a cărții sale The Grammar of Witchcraft la Biblioteca Națională din Kazahstan, Universitatea Americană din Asia Centrală din Bișek, Universitatea de Stat din Osh din Osh, și Nur și Nur -Sultan. Atunci când a fost intervievat de Serviciul Mondial BBC din Kârgâzstan, el a declarat că „comercializarea constantă a industriei cărților a ucis complet cultura lecturii a oamenilor”. În mod similar, potrivit The Astana Times, el a afirmat că „Asia Centrală este lumea în anumite feluri, nu-i așa? Totul pare fie că vine de aici, fie trece prin aici". Parry a devenit membru al consiliului consultativ al ECG, după ce a demisionat în funcția de președinte în 2015.
În calitate de convenitor, Parry a organizat Yunus Emre Institute 's London (Londra) Meet the Author Series în 2018. Printre vorbitori s-au numărat Jonathan Wood, Nigel Humphrey, Michael Dante, Alexander Baron, Daniele-Hadi Irandoost, Jillian Haslam și Sonia Poulton.
Ca redactor literar ocazional, a editat cărți de proză, precum și poezie, vorbind rus, inclusiv traducerea Vera Rich a poeților din Belarus (Yanka Kupala, Yakub Kolas, Maxim Bagdanovich), Raushan Burkitbaeva-Nukenova, Zaur Hasanov, Lender Mambetova, Kanybek Imanaliev și Herold Berger, printre altele. 

## Teme cheie
Principala forță din spatele operelor lui Parry este ideea că înfrumusețarea este o punte către conștiința superioară. Ca suprarealist britanic, atitudinea sa religioasă generală față de viață a adoptat forma de expresie conceptualistă în arte. Pentru Parry, Conceptualismul este principala metodologie, prin care un artist trebuie să se concentreze pe sensul unei piese. 
Opera sa în teatru este orientată către Teatrul Sacru atât la nivel practic cât și la nivel teoretic, termen pe care l-a exprimat pentru a denota semnificația căutării sacrului în teatru. Principalele sale influențe în această privință sunt Teatrul de cruzime al lui Antonin Artaud și Teatrul de Cameră al lui August Strindberg . 
Parry este influențat de autori dintr-o serie de domenii în teologie și filozofie, printre care Kierkegaard, Berkeley, Schleiermacher, Valentinus, Hegel, Schopenhauer, Aquinas, Wittgenstein, Spinoza, Mill, Husserl, Camus, Jung, printre altele.  
Sexualitatea, în special dragostea homosexuală, este o temă continuă în lucrările scrise de Parry. 
Parry se remarcă pentru utilizarea distinctă a poeziei în proză ca stil de scriere în totalitatea lucrărilor sale. 

## Recepție critică
Prima colecție de poezii a lui Parry, Răscumpărarea lui Caliban, a fost descrisă de recenzori drept „frumoasă”, în timp ce The London Magazine a notat că cartea a fost „cu adevărat minunată și fascinantă”. Un recenzor a descris colecția ca fiind „plină de nestemate, care să fie extrasă de orice care are stomacul”. Bernard Hoose, de exemplu, a spus că „O citire rapidă a cărții ar putea determina cu ușurință ca unul să rateze acest punct, mai ales pentru că Parry este deosebit de adept în descrierile laturii tenebre a vieții”.
A doua carte a lui Parry, Gramatica vrăjitoriei, a fost primită în mod similar la publicare. Iain Sinclair a remarcat că cartea era un „Conceit Bântuitor”. Neil Watson a etichetat colecția „un studiu unic fenomenologic al vrăjitoriei plin cu imagini fantasmagorice, transcendând experiența obișnuită într-o manieră unică și de neuitat”. Johan Alstad a menționat „Marea platformă a diversității în această lucrare este intercalată de lucrări mistice. Se pot face urme către Jung și alți Maeștri manifestându-și importanța și relevanța". 
Romancierul transgender englez, Jean Winchester, a declarat Mount Athos Inside Me este „o carte de excepție pentru a prețui” și că este „uimitor atât în profunzime cât și în conținut”. Dr. Roger Prentis a spus: „Amestecul atrăgător și intrigant de întrețesut al discuției despre Muntele Athos într-o largă istorie de literatură cu reflecții teologice și personale despre viață, religii și filozofie face o citire convingătoare”. De asemenea, Shaig Safarov a menționat că "David Parry pictează o imagine complexă care implică mitologie, poveste și filozofie, pentru a exprima măreția subiectului său, păstrând în atenție politica puternică din jurul acestui tezaur al creativității bizantine". Părintele Dr. Robert McTeigue SJ îl descrie pe Parry drept „un om cu o erudiție extraordinară și sensibilitate artistică”. Jurnalul digital numit Parry, „un om cu mai multe talente”.
Prima producție teatrală a lui Parry, The Botanist Monsieur Jordan și The Sorcerer-Dervish Mastali Shah, a fost descrisă drept „remarcabilă” și performanța sa drept „palpabilă”, în timp ce umorul și-a păstrat „prospețimea”. Dr. Ali Atalar, președintele Azerbaidjan House din Londra, a declarat că a fost „impresionat” de fiecare componentă a acestui eveniment. În ceea ce privește jocul lui Elchin, Jonathan Wood a spus: „Această performanță a fost o adevărată declarație de intenție radicală, cu aceasta bombă de timp secretă detonată cu succes sub capcanele unității, dușându-le cu IUBIRE și promisiunea renașterii revoluției emoționale, într-o dramă formă".

## Premii și onoruri
- Reprezentant șef al Uniunii Scriitorilor Națiunilor Mondiale, (Kazahstan 2016)
- Medalie de aur de la cel de-al treilea Forum al cărții deschise din Asia Centrală și Festivalul de literatură pentru contribuții la Teatru (Almaty, Kazahstan 2014)
- Medalia Națională din Eurasia Deschisă pentru „contribuția personală la dezvoltarea culturii literare” (Almaty, Kazahstan 2014)[83]
- Certificatul de onoare de la Asociația Internațională a „Generalilor lumii sunt pentru pace” pentru „întărirea păcii, a prieteniei și a înțelegerii reciproce între oameni” (Almaty, Kazahstan 2014)
- Calitatea de membru onorific al Fundației Doreen Valiente și Centrul de Studii Păgane pentru „angajamentul și dedicația continuă pentru comunitatea păgână mai largă” (2014)
- Fellow al Royal Society of Arts (2014)
- Vicepreședinte al Asociației Internaționale de Autori și Publiciști (APIA 2013)
- Certificatul „Word Union of Culture” pentru contribuții la contactele culturale dintre oameni creativi și studiouri (Certificat 2011)

## Lucrări selectate

### Cărți
- Răscumpărarea lui Caliban (2004)[84]
- Gramatica vrăjitoriei (2009)[85]
- Mount Athos Inside Me: Essays on Religion, Swedenborg and Arts (2019)[86]

### Eseuri și poezii
- „Channeling Tomorrow” ( Pyschic World mai 2007)[87]
- „Semne ale spiritului” ( Psychic World octombrie 2007)[88]
- „Artă și Ryszarf Gancarz” ( Psychic World iunie 2007)[89]
- „Dialoguri cu morții păgâni” ( Psychic World martie 2007)[90]
- „Caliban in trifoi” ( Through The Woods 2008)[91]
- „Învierea lui Blake” ( prin The Woods 2008)[92]
- „Pelerinul” ( Prin pădure 2008 )[93]
- "Este cineva acolo?" ( Psychic World ianuarie 2009)[94]
- „Prefață” la teoria piramidelor a lui Gulvin a căsătoriei (2009)[95]
- „Eseu introductiv” pentru Mirza Fatali, The Botanist Monsieur Jordan și The Sorcerer-Dervish Mastali Shah (2010)
- "O prefață cu fum și oglinzi" pentru jocul meu preferat de Elchin și alte jocuri (2012)
- „Obținerea„ The Hump ”la Eurovision” (TEAS Magazine 2012)[96]
- „Metempsihosis” ( Pyschic World ianuarie 2013)[97]
- „Căldenismul și tradiția disidenței” ( național-anarhism: metodologie și aplicare 2013)
- „Prefață” pentru Omul munților lui Zaur Hasanov (2014)
- „Curajul de a fi” (Norskk 2015)[98]
- „Prefață” pentru creditorul Patriei mele din Mambetova , Oh My Crimeea (2015)
- „Prefata” la Goethe și Abay de Herold Berger (2015)
- „Performanța gnozei: câteva puține investigații” ( CG Jung Club London Newsletter 2015)
- „Cuvintele, Tengrismul și Wittgenstein: o reflecție personală” ( Open Central Asian Magazine Spring 2014)[99]
- „Prefata” lui Raushan Burkitbayeva-Nukenova's Shadow of the Rain (2016)
- "Prefață" pentru Natalia Kharlampieva's Forehma Asia (2016)
- „Cuvânt de cuvânt” lui Dozele lui Valhalla ale lui Vincent Ongkowidjojo : o interpretare ezoterică a mitului norvegian (2016)
- "Un interviu cu producătorul hollywoodian Cyrus Yavneh " (Revista Centrală din Asia Centrală 2016)
- „Interviu” ( Relații E-Internaționale 2018)[100]
- „Prefață” pentru The Kagnate de Kanybek Imanaliev (2019)
- „A Afterword Reflective” la The Life of a Psychic Broadcaster (2019) de Alan Cox
- „Politică, poezie și libră Ezra” (E-Internațional Relations 2019)[101]
- „Holy Hampshire” (<i id="mwAk4">The Oldie</i> 2020)[102]
- "Cinci pași pentru un artist conceptual în devenire" (TEDxLambeth 2020)[103]

### Teatru
- Botanistul Monsieur Jordan și The Sorcerer-Dervish Mastali Shah ( Școli educaționale artistice Londra aprilie 2010)[104]
- Shakespeare: o comedie în zece scene, atât serioase, cât și tragice ( Horse Hospital 2011)[105]
- Citizens of Hell (co-regizor și producător 2013)[106]
- Poezie anglo-saxonă de Andrew Rea (Art @ The People Voice 2014)
- O zi în lumină (realizată la House of Lords 2014)
- Fate’s Good Fortune (mini-dramă 2015)
- Hitchcock Homage de Nick Pelas (actor ca Alfred Hitchcock 2016)[107][108]
- Shakespeare Tonight ( Camden Fringe și Edinburgh Fringe 2016)[26]
- Cincinnatus (director de creație 2016)[109]
- The Idiot de Victor Sobchak (actor ca general Ivolgin 2017)

### Forumuri academice
- Casa de oaspeți teozofică, Parcul Tekels, Marea Britanie1996 - Livrare a 5 lucrări despre „Creștinismul mistic”.
- Conferința internațională de teatru de la Baku (lector 2010)[110]
- "Introducerea lui Imadaddin Nasimi" în Casa Pușkin (coordonator 2010)[111]
- Prima Conferință Internațională Sfântul Munte Athos de la Salzburg (lector 2011)
- „Pe urmele lui Odin” din Casa Pușkin (lector 2012)[112]
- A doua Conferință internațională Sfântul Munte Athos la Weimar (lector 2012)
- "The London Thing (curator și lector octombrie 2012)
- A treia Conferință internațională Sfântul Munte Athos la Belgrad (lector 2013)
- Quest of the Heart (co-convocator și lector 2013)
- Forumul umanitar internațional Baku (panellist 2013)[113]
- "Religie - Ce rost are?" in House of Lords (panellist 2014)
- Cel de-al treilea festival de carte și literatură din Asia Centrală Deschisă din Almaty, Kazahstan (panellist și moderator 2014)
- Paracon in Derby (panellist 2014)
- Sage Paracon în Castelul Warwick (lector 2017)[114]
- TEDxLambeth: Antinomii! la Royal Society of Arts (vorbitor 2019)[17]

### Documentar și TV
- Regatul lui Caliban (el însuși 2009)[115]
- Him &amp; Her (omul liber 2012)[116]